# Ko-, lyr- och gnuantiloper
Ko-, lyr- och gnuantiloper (Alcelaphinae) är en underfamilj i familjen slidhornsdjur med åtta arter fördelade på fyra släkten (se även motsvarande rubrik). Alla arter är jämförelsevis stora och förekommer i Afrika. Dessutom har de ett kompakt huvud som påminner om nötkreatur. Å andra sidan är de inte särskild släkt med oxdjur. Deras nästa släkting är antagligen impalan. De flesta arterna i underfamiljen lever på savanner med gräs söder om Sahara. Dessa djur lever eller levde ursprungligen i stora flockar men vissa arter blev stark decimerade i beståndet genom jakt.
Hos bägge kön av alla arter i underfamiljen finns horn. Hornen är korta och liknar en krok.

## Släkten och arter
Antalet arter i underfamiljen är omstridd. Det finns flera åsikter hur olika populationer ska räknas som art eller underart och hur de ska sammanfattas i olika släkten. Wilson & Reeder (2005) skiljer mellan följande släkten och arter:
- släkte (Damaliscus)
  - bläsbock (Damaliscus pygargus)
  - topi (Damaliscus lunatus) underarterna är troligen självständiga arter, Wilson & Reeder listar även D. korrigum och D. superstes som art
- släkte koantiloper (Alcelaphus)
  - hartebeest eller koantilop (Alcelaphus buselaphus)
  - Lichtensteins hartebeest eller konzi (Alcelaphus lichtensteinii, ibland i ett eget släkte Sigmoceros)
  - Alcelaphus caama, räknas ofta som underart till hartebeest
- släkte (Beatragus)
  - hirolaantilop (Beatragus hunteri)
- släkte gnuer (Connochaetes)
  - strimmig gnu (Connochaetes taurinus)
  - vitsvansad gnu (Connochaetes gnou)